# 野呂行房
野呂行房（のろ ゆきふさ、生没年不詳）は、鎌倉時代初頭の下野国司。

## 野呂氏と行房
野呂氏の系図によれば、野呂氏は文徳天皇の皇子惟喬親王を祖とし、その子兼実王が野呂氏を称して臣籍降下したのに始まる一族である。行房は、その子孫である野呂上野介義高の曾孫であり、野呂義房の子、兼実王からは8代のちの子孫になる。

## 概要
行房には、義実という兄がいたが、この兄が早世したため家督を継ぐ。建久5年(1194年)1月20日、宇都宮朝綱を百町余の公田掠領で訴え処罰するも、宇都宮氏は源頼朝の重臣であり、これが幕府の不興を買い野呂氏は衰退していく。なお、この公田掠領事件では、行房を藤原氏、事件の詮議が鎌倉幕府で行われたとする記述が見られる資料などがあるが、これは誤りであり、行房は藤原氏ではなく、事件の詮議は仙洞（上皇の御所）で行われている。